# Manchild 3: The Making Love Demos
Manchild 3: The Making Love Demos es un álbum recopilatorio de Melvins que a la vez incluye el tercer libro de cómics de Brian Walsby quien hacia ilustraciones para revistas de los años 1980, fue lanzado el 7 de octubre de 2009 por la discográfica Bifocal Media. El CD contiene un Demo de Melvins de 1987.

## Declaración de la discográfica
"Manchild 3: The Making Love Demos es una colección de ocho temas inéditos grabados en 1987. Si bien las cintas máster originales han desaparecido con el correr del tiempo, el Sr. Walsby recibió una copia de esta grabación en 1988 y la tuvo en su dominio hasta ahora. Es así que lo hemos masterizado y ajustado para una placentera escucha/colección. Aun así es crudo como el infierno, pero nos gusta de esa manera. Cuatro de estas canciones fueron re-trabajadas y grabadas para el álbum Ozma. Las otras cuatro son excusivas en este CD."

## Lista de canciones
1. "Creepy Smell" – 1:23
2. "My Small % Shows Most" – 1:17
3. "Dime Lined Divide" – 1:00
4. "Excess Pool" – 1:47
5. "Vile Vermillion Vacancy" – 5:44
6. "We Got Worries Here" – 2:55
7. "Let God Be Your Gardener" – 1:47
8. "Repulsion" – 5:42

## Personal
- Buzz Osborne - Guitarra/voz
- Dale Crover - Batería
- Matt Lukin - Bajo
- Brian Walsby - Todo el arte
  - Grabado en 1987 por Melvins
  - Nick Petersen - Mastering, 2007